# Quartier de l'Hôpital-Saint-Louis

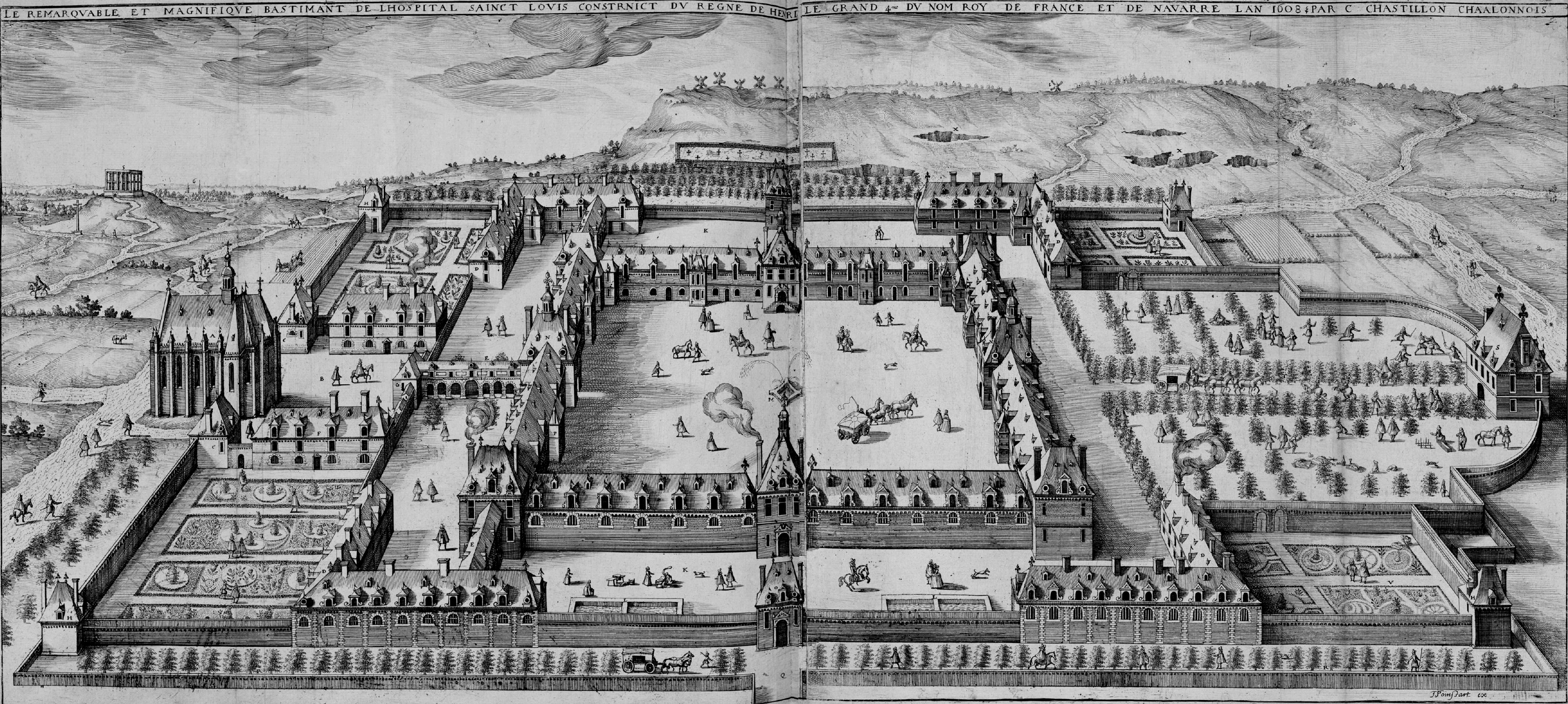
Hôpital Saint-Louis (1608)

Quartier de l'Hôpital-Saint-Louis (čtvrť Nemocnice sv. Ludvíka) je 40. administrativní čtvrť v Paříži, která je součástí 10. městského obvodu. Má rozlohu 88,4 ha a velmi nepravidelný půdorys. Její hranice tvoří ulice Rue des Récollets a Rue Bichat na jihozápadě, Rue du Faubourg-Saint-Martin na západě, Boulevard de la Villette na severovýchodě a východě a Rue du Faubourg-du-Temple na jihovýchodě.
Čtvrť nese jméno nemocnice Hôpital Saint-Louis, která leží v centru čtvrti.

## Vývoj počtu obyvatel
| Rok sčítání | Počet obyvatel | Hustota zalidnění (ob./km²) |
| ----------- | -------------- | --------------------------- |
| 1954        | 34 644         | 39 190                      |
| 1962        | 33 534         | 37 934                      |
| 1968        | 31 921         | 36 110                      |
| 1975        | 25 910         | 29 310                      |
| 1982        | 26 852         | 30 376                      |
| 1990        | 29 732         | 33 633                      |
| 1999        | 29 870         | 33 790                      |